# Ann Marcus
Pour les articles homonymes, voir Marcus.
Ann Marcus, née Dorothy Ann Goldstone, le 22 août 1921 à Little Falls dans l'État de New York et morte dans le quartier de Sherman Oaks, à Los Angeles, le 3 décembre 2014 (à 93 ans), est une scénariste de télévision américaine. Elle a remporté un Emmy Award pour son travail sur la série télévisée Mary Hartman, Mary Hartman (1976-1977).

## Biographie
Native de Little Falls, elle est diplômée du Western College for Women, établissement d'enseignement supérieur situé à Oxford dans l'Ohio. Elle a travaillé dans des titres de presse comme New York Daily News et le magazine Life, aux côtés de photographes comme Alfred Eisenstaedt. Elle se marie avec le scénariste Ellis Marcus en 1944. Le couple a trois enfants et s'établit à New York, puis à Los Angeles.
En Californie, sa carrière comme scénariste pour la télévision décolle. À la suite de son premier scénario sur A Woman's Place en 1960, elle se met à travailler sur des feuilletons comme Denis la petite peste, Mon ami Ben et The Hathaways. Elle est la principale scénariste de la série Love Is a Many-Splendored Thing qui lui vaut une nomination de la Writers Guild of America en 1974. Elle est remarquée et sélectionnée par Norman Lear pour écrire le scénario de l'épisode pilot de Mary Hartman, Mary Hartman, avec Jerry Adelman et Daniel Gregory Browne. Elle reçoit un primetime Emmy Award pour son travail. Un Daytime Emmy Awards lui est remis pour récompenser sa collaboration sur l'écriture des épisodes du feuilleton Des jours et des vies entre 1978 et 1979.
Elle écrit plusieurs scénarios pour des téléfilms, comme Women at West Point. Elle crée et écrit conjointement avec son mari le soap satirique The Life and Times of Eddie Roberts.
Elle a travaillé comme productrice pour le film indépendant For Heaven’s Sake!.
Par ailleurs, elle s'implique activement au sein de la Writers Guild of America, ayant été élue sept fois au conseil d'administration et ayant servi comme secrétaire et trésorière entre 1992 et 1994. Elle publie ses mémoires, Whistling Girl, en 1999.
Ann Marcus meurt le 3 décembre 2014 à son domicile de Sherman Oaks à Los Angeles, âgée de 93 ans.

## Filmographie

### Scénariste
- 1951 : C'est déjà demain (série télévisée) comme scénariste principale de 1974 à 1975
- 1961 : Denis la petite peste (série télévisée) : épisode Dennis and the Pee Wee League
- 1965 : Ne mangez pas les marguerites (série télévisée) :  épisode It's Lad by a Nose
- 1966 : Les farfelus (série télévisée) : épisode Tomboy
- 1968 - 1969 : Mon ami Ben (série télévisée) : épisodes Who's Afraid? (1968) et The Prey (1969)
- 1969 : Peyton Place (série télévisée) : 64 épisodes
- 1969 : The Debbie Reynolds Show (série télévisée) : épisode GU-RUVY
- 1973 : Love Is a Many Splendored Thing (série télévisée) : scénariste principale de l'épisode pilote
- 1973 : The Barbara Eden Show (TV)
- 1973 : Letters from Three Lovers (TV)
- 1973 : Mary Hartman, Mary Hartman (série télévisée) : scénariste de 131 épisodes et scénariste principale de 9 épisodes
- 1979 : Women at West Point (TV)
- 1981 : Flamingo Road (série télévisée) : épisode The Titus Tapes
- 1981 - 1993 : Côte Ouest : 7 épisodes
- 1983 : Hôpital central (série télévisée) : 1 épisode
- 1984 : Falcon Crest (série télévisée) : épisodes The Aftermath et Ashes to Ashes
- 1991 : Valerie (série télévisée) : épisode A Family Affair
- 1991 : On ne vit qu'une fois (série télévisée) : 2 épisodes
- 1997 : Retour sur la Côte Ouest (mini-série télévisée)
- 2007 : For Heaven's Sake

### Comme productrice
- 1973 : The Barbara Eden Show (productrice exécutive)
- 2007 : For Heaven's Sake (productrice exécutive)